# ابوالحسن علوی طباطبایی
ابوالحسن علوی طباطبایی (زاده ۱۳۲۴ شهربروجرد - درگذشته ۲۲ تیر ۱۳۹۰ تهران) ، منتقد و مترجم و از فعالان مطبوعاتی جمهوری اسلامی ایران

## خانواده
او از نوادگان دختری آیت الله سید حسین طباطبایی بروجردی می‌باشد.

## تحصیلات
علوی طباطبایی تحصیلات عالیه خود را در رشته زبان و ادبیات انگلیسی ادامه داد و موفق به اخذ مدرک کارشناسی شد و همچنین در رشته ارتباطات مدرک کارشناسی ارشد را دریافت نمود.

## فعالیت‌ها
- ۱. او فعالیت مطبوعاتی خود را از سال ۱۳۴۴ با نوشتن نقد فیلم و ترجمه مقالات و مصاحبه برای نشریات آغاز کرد.
- ۲. از جمله فعالیت‌های علوی طباطبایی می‌توان به ترجمه و تألیف ۲۰ کتاب سینمایی اشاره کرد.
- ۳. همکاری او به عنوان نویسنده برنامه‌های سینمایی در صدا و سیما.
- ۴. همکاری با جشنواره فیلم فجر (سال۱۳۶۲ تا سال۱۳۷۵).
- ۵. تدریس تاریخ سینما و تحلیل فیلم در مجتمع دانشگاهی هنر و مرکز اسلامی آموزش فیلم سازی و جهاد دانشگاهی (از سال ۱۳۶۶ تا سال ۱۳۷۷).
- ۶. عضویت در شورای بررسی فیلم مجامع فرهنگی و هنری (ازسال۱۳۶۳ تا سال ۱۳۶۶).

## ترجمه‌ها و تالیف‌ها
- ۱. ایدئولوژی سیاسی و نیروی مقاومت تبلیغاتی در سینما.
- ۲. سینمای جنگی.
- ۳. فرهنگ فیلم نگاری.
- ۴. سینمای یاسوجیرو اوزو.
- ۵. سینمای داستانی، از کابوس تا حماسه.

## جوایز
در ۲۸ دی سال ۱۳۸۸ از ابوالحسن علوی طباطبایی، نویسنده و منتقد پیشکسوت سینمایی به خاطر یک عمر فعالیت مستمر در این حوزه از سوی انجمن منتقدان و نویسندگان سینمایی ایران تقدیر به عمل آمد و جایزه برترین منتقد سال به ایشان تعلق گرفت

## درگذشت
علوی طباطبایی از چند سال پیش مرگش به بیماری سرطان خون مبتلا شده بود و در روز ۲۲ تیرماه ۱۳۹۰ در بیمارستان عرفان تهران درگذشت و در قطعه هنرمندان بهشت زهرا به خاک سپرده شد